# Presidente vitalicio
Presidente vitalicio es un título asumido por algunos dictadores para eliminar los límites a su mandato, en la esperanza de que su autoridad y legitimidad, nunca serán disputados. 
Es algo que dura desde que se obtiene hasta la muerte de quien lo posee.
El primer caso conocido, fue cuando en la República romana, el dictador Julio César, se nombró a sí mismo "Dictator perpetuus" (Dictador perpetuo; dictador era el título por el cual se designaba a los líderes del Senado en la República romana) en el año 45 a. C. Originalmente, el cargo de dictador, solo podía ser desempeñado por seis meses. Su acción, fue siglos después imitada por el líder francés Napoleón Bonaparte que fue designado "primer cónsul vitalicio" en 1802. Desde entonces , varios dictadores, han adoptado títulos similares, bien por su autoridad, o por sus títeres.
Irónicamente, muchos de los líderes que se proclamaron a sí mismos presidente vitalicio, no han llegado a finalizar su mandato a la vez que su vida, sino que han sido depuestos de sus cargos, o asesinados, aunque en algunos casos, como François Duvalier (Haití), Saparmyrat Nyýazow (Turkmenistán), Francisco Franco (España), José Gaspar Rodríguez de Francia (Paraguay), Josip Broz Tito (Yugoslavia), o Hugo Chávez (Venezuela) sus mandatos terminaron con su muerte natural.
Tras la muerte de Hugo Chávez, el gobierno venezolano declaró al difunto presidente «Comandante Eterno» y cada año se celebra el natalicio del expresidente para conmemorar su memoria.
Rafael Carrera Turcios (Ciudad de Guatemala, 24 de octubre de 1814-ibídem, 14 de abril de 1865),
Tras la muerte de Kim Il-sung, el gobierno norcoreano, situó el cargo de presidente de Corea del Norte fuera de la constitución, y declaró al difunto líder "Presidente Eterno" para conmemorar su memoria. 
Otros, fracasaron en su intento de nombrarse presidente vitalicio, como Mobutu Sese Seko en Zaire, actual República Democrática del Congo, en el año 1972.